# Maria Rosa Flesch
Maria Rosa Flesch, al secolo Margherita (in tedesco Margaretha) (Schönstatt bei Vallendar, 24 febbraio 1826 – Waldbreitbach, 25 marzo 1906), fu una suora tedesca, fondatrice della Congregazione delle Francescane di Santa Maria degli Angeli  di Waldbreitbach. È stata beatificata nel 2008.

## Biografia
Quando Margherita nacque, il padre Johann Georg Flesch lavorava nel frantoio del convento di Schönstatt a Vallendar. Dopo alcuni brevi cambiamenti di sede, egli prese in gestione nel 1838 un proprio frantoio a Fockenbachtal presso Niederbreitbach (poi comunemente denominato Flesch-Mühle). Nel frattempo la madre di Rosa era deceduta (1832) ed il padre si era risposato. La famiglia a quel momento contava, oltre al padre di Rosa, la matrigna, due tra figlie figlie di primo letto e tre di secondo letto. Poiché a Fockenbachtal vi erano più frantoi in concorrenza fra loro, i Fleschs vivevano continuamente in ristrettezze e povertà, per pagare le tasse dei borghesi. Tuttavia i genitori decisero che i figli avrebbero comunque frequentato le scuole.
Nel 1842 il padre morì e sulla figlia sedicenne Margherita ricadde la responsabilità per la sopravvivenza della famiglia. Ella raccoglieva erbe medicinali nelle campagne di Fockenbachtal, facendone infusi che vendeva all'unica farmacia di Waldbreitbach: già da allora ella era diventata un'autodidatta nella cura delle malattie.
Nel 1851 Margherita lasciò la casa dei genitori e con la sorella Maria Anna si trasferì in una delle due abitazioni da eremita nella Cappella della Croce sul fiume Wied fra Waldbreitbach e Hausen. Le condizioni di vita nell'abitazione priva di riscaldamento in inverni freddi e nevosi erano dure. Tra il 1852 e il 1863 visse di lezioni di lavoro manuale in varie scuole, intraprese lavori di cucito e rammendo, fu attiva in ospedali ambulanti e si prese cura degli orfani dei dintorni.
Quando Margherita, che nel 1850 era entrata in contatto con il nuovo parroco di Waldbreitbach, Jakob Gomm, abbia stretto i primi legami con l'Ordine francescano, non è noto, tuttavia è provato per la prima volta che esistevano già nel 1854. È stato anche accertato che Margherita non ha mai fatto parte del Terzo Ordine francescano a Waldbreitbach, ma la sua vicinanza spirituale a san Francesco d'Assisi era già presente fin dalla prima infanzia.
Mentre già dal 1862 il francescano Peter Wirth, già suo compagno di scuola, era riuscito a fondare l'Ordine dei Frati Francescani della Santa Croce, Margherita si era vista respingere dal parroco Grom il proprio tentativo di erigere un ospedale ed un orfanotrofio e di fondare un nuovo Ordine. Nel 1860 ella aveva dovuto lasciare la Cappella della Croce ai frati francescani e traslocare, insieme alla sorella ammalata e ad una sua seguace, in una piccola abitazione.
Con l'aiuto del fratello Egidio riuscì però ad ottenere, senza il sostegno della parrocchia, una comoda abitazione con un'ala per gli ammalati in quella terra rocciosa, che nel 1857 ella poté acquistare a condizioni favorevoli. Nel 1863 Margherita ottenne quindi l'approvazione a prendere i voti dell'Ordine ed adottò per sé il nome di Maria Rosa.
Fino al primo Capitolo generale Madre Rosa diresse la comunità da lei fondata senza uno statuto. Solo si anni dopo, il 21 ottobre 1869, venne votato lo statuto e Madre Rosa venne eletta Madre Generale del nuovo Ordine. Essa tenne questa carica fino al 1878 con pari successo dopo due periodi di tre anni di rielezione. A quel momento la Congregazione delle Francescane di Santa Maria degli Angeli contava già 21 case figlie con oltre 100 suore in totale.
Nel 1878 Madre Rosa dovette, secondo lo Statuto, rinunciare alla rielezione dopo due periodi consecutivi. Nel 1881 sarebbe stata consentita una terza rielezione, ma ella non ottenne più una funzione direttiva e visse, dopo temporanee attività presso altre case figlie, come una semplice suora nel convento di Marienhaus fino alla sua morte, avvenuta il 25 marzo 1906.
Del corso degli ultimi trent'anni della sua vita si sa appena qualcosa di prima mano, poiché tutti i suoi appunti olografi furono volutamente distrutti, per eliminare ogni memoria della fondatrice. Un'ultima foto del 1905 la mostra su una sedia a rotelle a fianco di suor Agatha Simons, che le succedette come Madre Generale.

## La memoria tradita
Nel necrologio ufficiale di Madre Rosa nel 1906 si disse che ella dal 1878 aveva rinunciato spontaneamente ad ogni carica direttiva nella Congregazione per stanchezza.
Questo ritratto fattole non solo dalla stampa spiega il disinteresse dei posteri alla persona della fondatrice. Essa ebbe inizialmente solo una semplice tomba nel cimitero della casa-madre. Solo dopo la morte del suo grande antagonista, il direttore spirituale della comunità, Konrad Probst, i suoi resti mortali furono traslati, per iniziativa dei suoi seguaci, in una nuova cripta nel cimitero della casa-madre. Con l'inizio del processo di beatificazione, iniziato nel 1957, i suoi resti subirono la ricognizione ufficiale. Nel 1987 il sarcofago di Madre Rosa venne trasferito nella sede attuale, la chiesa della casa-madre.
Solo alla metà del XX secolo comparvero pubblicazioni di una terna di teologi su Madre Rosa, che cercavano di ricostruire la sua vita e le sue opere. Essi però non poterono analizzare completamente negli archivi di Waldbreitbach, Coblenza e Treviri gli scritti delle consorelle e degli altri membri della congregazione.
Oltre a ciò la dirigenza dei rispettivi Ordini cercarono d'influenzare pesantemente le risultanze degli autori. Groeteken dovette rivendicare dinnanzi al tribunale dell'arcidiocesi di Colonia il suo manoscritto censurato. Tuttavia l'opera non venne divulgata con l'autorizzazione della Congregazione.
Una capillare analisi del precedentemente ignorato – probabilmente anche di proposito – materiale originale, pubblicata dal teologo di Colonia Hans-Joachim Kracht nel 2005 avvalorò la tesi, già implicitamente accennata in precedenti lavori, che Madre Rosa fosse stata vittima di un intrigo del direttore spirituale della comunità Konrad Probst in combutta con suor Agatha Simons. Entrambi appartenevano ad una generazione più giovane, ed avevano evidentemente differenti intenzioni da Madre Rosa riguardo alle questioni di conduzione quotidiana della congregazione.
Secondo Kracht e Böckeler il direttore spirituale manipolò nel 1881 il voto e minacciò le suore legittimiste di espulsione in caso di rielezione di Madre Rosa. Sebbene il direttore non avesse avuto alcuna capacità di porre in atto le sue minacce, molte suore se ne lasciarono intimorire.
La maggior parte delle seguaci della prima ora di Madre Rosa avrebbero di conseguenza lasciato la congregazione e quelle rimaste causarono, con il loro silenzio, l'oblio della fondatrice.
Verso il 1900 molte suore della congregazione appartenenti alla generazione successiva, non sapevano più che la sorella Rosa, che esse avevano conosciuta come produttrice di paramenti e coltivatrice di erbe, era la fondatrice della Congregazione.
Nella ricorrenza dei 100 anni dalla sua nascita ebbero luogo in molti ospedali, ad esempio in Wadern e St. Wendel, mostre retrospettive sulla vita di Madre Rosa e sulla storia della Congregazione.
Emergeva dalle testimonianze originali portate da Hans-Joachim Kracht, la figura della sua personalità come modesta ma risoluta. Madre Rosa aveva vissuto una vita di povertà evangelica e desiderava che tale ideale di vita fosse adottato anche dalle altre suore della comunità. Ella tuttavia non aveva progettato una così ampia diffusione della congregazione.

## Beatificazione
Il 18 marzo del 1957 Jakob Backes, direttore spirituale presso le francescane di Waldbreitbach dal 1952 al 1957, trasmise al Vaticano per conto della diocesi di Treviri la documentazione per l'inizio del processo di beatificazione. Ci vollero 27 anni (dal 1972 al 1999) alla Congregazione per le Cause dei Santi in Vaticano, per esaminare il materiale e valutare le testimonianze. Il 19 aprile 2005 la Commissione esaminatrice diede voto positivo. Nell'aprile del 2006 fu reso noto con decreto della Congregazione per i processi di beatificazione e canonizzazione, che papa Benedetto XVI aveva confermato ufficialmente l'"eroica virtù" di Madre Rosa. Il 6 aprile 2007 Benedetto XVI confermò che era stato verificato un miracolo su intercessione di Madre Rosa.
Con ciò il processo di beatificazione ebbe termine ed il relativo decreto venne redatto da papa Benedetto XVI per il giorno della proclamazione. Questa ebbe luogo il 4 maggio 2008 nel duomo di Treviri.
Il cardinale Joachim Meisner celebrò la beatificazione in nome di Sua Santità.

## Rappresentazioni nell'arte
La più antica rappresentazione conosciuta della beata Madre Rosa è un dipinto ad olio di Ottavio de Lassalle (1866), che si trova nella zona di clausura del convento di Marienhaus.
Una delle vetrate della chiesa parrocchiale di Waldbreitbach, opera di Helmut Rams (1924-1975), risalente al 1956, rappresenta Madre Rosa con le consorelle che escono dalla Cappella della Croce e vanno incontro all'Agnello di Dio.
21 rappresentazioni con scene dalla vita di Madre Rosa disegnate nel 1980 da Karl Unverzagt si trovano nelle sale di formazione e di riunione del convento di Marienhaus.
Hans Gottfried von Stockhausen ha rappresentato Madre Rosa (1992) nelle finestre del coro della chiesa di Nostra Signora a Coblenza, prima immagine artistica della Beata Rosa fuori da Waldbreitbach.
L'artista di Colonia Clemens Hillebrand ha rappresentato Madre Rosa in una delle dodici finestre da lui decorate nella navata della chiesa "Maria Heimsuchung" a Wadgassen in Saarland.